# Final Fantasy XI
Final Fantasy XI (ファイナルファンタジーXI, Fainaru Fantajī Irebun), também conhecido como Final Fantasy XI Online, é um jogo eletrônico MMORPG desenvolvido e publicado pela Square Enix, sendo o décimo primeiro título principal da série Final Fantasy. Ele foi originalmente projetado e produzido por Hiromichi Tanaka e foi lançado para PlayStation 2 e Microsoft Windows em 2002. Ele foi o primeiro MMORPG multiplataforma e o primeiro jogo eletrônico do gênero para Xbox 360. Todas as versões precisam de uma assinatura mensal para serem jogadas.
A história se passa no mundo fantástico de Vana'diel, onde os jogadores criam avatares a fim de completar e cooperar uma variedade de objetivos a fim de desenvolverem habilidades e ganharem itens como recompensa. Os jogadores podem realizar diversas aventuras e progredir através da hierarquia do jogo e pelo enredo principal. Cinco pacotes de expansão já foram lançados desde 2002, além de seis cenários extras. Cada pacote de expansão adiciona uma nova grande história no mundo de Final Fantasy XI, além de outras áreas, missões, eventos e recompensas.
A Square Enix anunciou em março de 2015 que os servidores para PlayStation 2 e Xbox 360 foram desligados em março de 2016. Uma conversão para celulares do jogo está atualmente em desenvolvimento em parceria com a Nexon.

## Jogabilidade

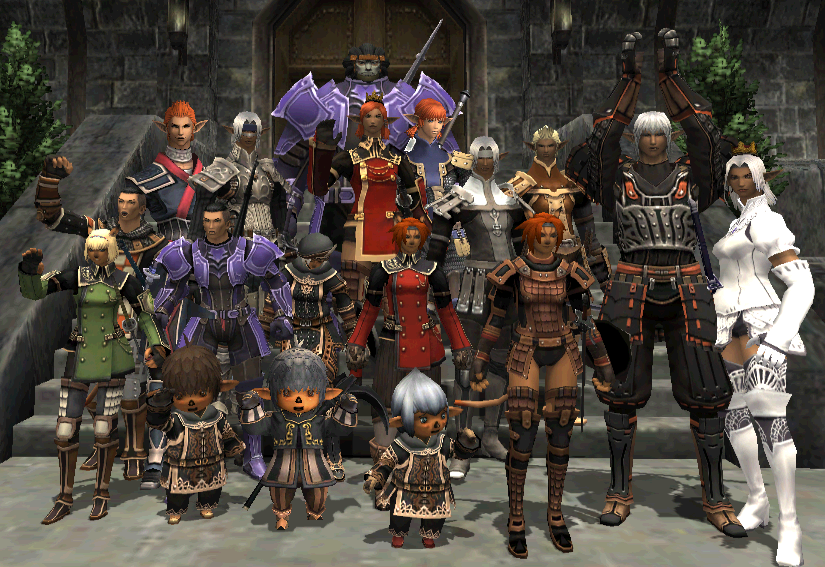
Uma foto de grupo de uma guilda "Linkshell" no jogo.

Final Fantasy XI é um MMORPG (Massively Multiplayer Online RPG), e difere dos títulos anteriores da série de várias maneiras. Ao contrário dos personagens principais predefinidos dos títulos anteriores de Final Fantasy, os jogadores podem personalizar seus personagens de formas limitadas, incluindo a seleção de uma das cinco raças e a escolha de seu gênero, estilo facial, cor do cabelo, tamanho do corpo, trabalho e fidelidade nacional. Também divergindo dos jogos anteriores da série, o jogo acontece em uma paisagem totalmente tridimensional, com inimigos livremente circulando nele, permitindo que as batalhas ocorram em tempo real, em oposição aos encontros aleatórios usados nos jogos anteriores - uma tendência continuada em todos os jogos.
Existem atualmente 16 mundos de jogo públicos disponíveis para jogo, abaixo dos 32 na altura do jogo, com aproximadamente 15.000 a 20.000 jogadores em cada. Um servidor de teste privado foi aberto a jogadores elegíveis para ajudar no feedback de atualizações em desenvolvimento para o jogo em meados de 2011. Os servidores são nomeados após monstros invocados de títulos anteriores de Final Fantasy, como Ifrit e Diabolos. Os jogadores têm a capacidade de se mover entre os servidores, embora a Square-Enix cobra uma taxa de "transferência mundial" para fazê-lo. Não existem servidores específicos da região ou do sistema e, ao contrário da maioria dos jogos online, os jogadores de línguas diferentes jogam no mesmo mundo e podem interagir através da tradução automática de idiomas a partir de uma biblioteca de frases traduzidas. Os servidores do jogo são executados pela Square-Enix como parte de sua rede PlayOnline.

### Interface
Os jogadores têm a opção de usar qualquer combinação de teclado, mouse e controle para jogar Final Fantasy XI. Enquanto por padrão, um jogador usando um PlayStation 2 ou um Xbox 360 usa uma opção de teclado virtual / no jogo, o jogador é capaz de usar um teclado externo que é compatível com USB para comunicação dentro do jogo. O heads-up em Final Fantasy XI consiste em uma janela de log, menus e vários elementos de informação do jogo. A janela de log na parte inferior da tela exibe mensagens do sistema, mensagens de batalha e entrada de texto por outros jogadores. Os jogadores podem escolher filtrar o que aparece na janela de registro. "Menus" permitem que o jogador acesse diferentes comandos, janelas de status e opções de configuração. O "menu de comando de ação" aparece logo acima da janela de registro e dá ao jogador várias opções para interagir com o mundo do jogo. Várias opções de menu estão disponíveis através do uso de atalhos de teclado também.

## Ajustes
Final Fantasy XI acontece num mundo chamado Vana'diel.
Atualmente o jogo possui 32 servidores disponíveis e um servidor usado pela Square Enix para testes. Esses mundos são nomeados com os Summons, criaturas lendárias da série Final Fantasy (Ifrit, Diabolos, Garuda, Shiva, etc.). Jogadores de todas as nacionalidades das plataformas PC, PS2 e Xbox 360 jogam juntos em todos os servidores.
Inicialmente um jogador era alocado para um mundo de forma aleatória quando ele criava seu primeiro personagem. Após uma actualização ocorrida em 8 de março de 2007, o jogador tem a opção de escolher livremente seu mundo ao criar seu personagem. Note que uma vez nesse mundo, o jogador não poderá mais mudar, a menos que aconteça um World Immigration, que apenas ocorre quando tem um desequilíbrio na população dos servidores ou através do World Transfer Service ao custo de US$ 25,00.
As quatro principais cidades em Vana’Diel são Bastok, San d’Oria, Windurst e Jeuno. A expansão “Treasures of Aht Urhgan” adicionou a grande área da cidade Aht Urhgan Whitegate/Al Zahbi. O resto de Vana’Diel é composto por um grande número de áreas, dungeons e cidades menores, com uma topologia complexa. Mesmo com a maioria das áreas sendo acessíveis a pé, vários modos de transporte facilitam a movimentação entre as regiões. Cada área em FFXI é enorme, e muito do tempo de jogo consiste em ir do ponto A até o ponto B.

## Raças
Existem cinco raças distintas que o jogador pode escolher em FFXI:
- Elvaan – Os “elfos” de Final Fantasy XI. Repletos da tradição da cavalaria, os Elvaans se consideram superiores a qualquer outra raça. Existem homens e mulheres Elvaans. Eles fundaram o Reino de San D’Oria e o Marco de Tavnazia. Jogadores Elvaans possuem a maior Força (Strength) e Mente (Mind) no jogo, e um alto HP (Hit Points, ou Pontos de Vida), enquanto sofrem com uma fraca Inteligência (Intelligence), Destreza (Dexterity) e taxa de MP (Magic Point, ou Pontos de Magia).
- Hume – Uma raça adaptada que mais lembram os humanos. Existem homens e mulheres Humes. Eles fundaram a República de Bastok e o Grande Ducado de Jeuno usando os recursos naturais das áreas ao redor. Jogadores Humes possuem seu status (DEX, STR, MND) bem balanceados, com uma boa quantidade de MP e HP.
- Galka – Enormes criaturas com forma humanóide que possuem grande Força e Resistência. Os Galkas se reproduzem através de reencarnação, por isso, não possuem um sexo definido, sendo então definido como uma raça masculina. Eles formam a minoria da população de Bastok, mas originalmente moravam nas terras de Kuzotz ao Sul, onde sua civilização foi destruída pelos Homens-Besta (Beastmen) Antican. Jogadores Galkas possuem uma grande Vitalidade (Vitality), com decente Força e a maior taxa de HP, possuindo pouca Inteligência, Agilidade (Agility) e carisma (Charisma), e a menor taxa de MP.
- Mithra – Seres meio gato, meio humano cheios de agilidade e vivacidade. Possuem pouquíssimos homens Mithra, e apenas as mulheres se aventuram em Vana’Diel (Homens Mithra não são usados, apenas as mulheres). Elas vivem na federação de Windurst e na ilha tropical de Kazhan. Foi proposto que as Mithras de Kazhan vieram de uma longínqua ilha ao sul chamada Tsahya. Jogadores Mithras possuem a maior Destreza e Agilidade no jogo, porém baixa taxa de Vitalidade, Força e a segunda menor Mente, e divide o mesmo Carisma que os Galkas.
- Tarutaru – Pequenos seres humanóides dotados de incrível inteligência e um inato talento pela magia. A diferença entre uma criança e um adulto às vezes é difícil de se identificar. Eles fundaram a Federação de Windurst e a cidadela de Mhaura, e convivem pacificamente com as Mithras. Jogadores tarutaru possuem a maior taxa de MP e de Inteligência do jogo e boa Mente mas baixa taxa de HP, possuem a segunda menor Vitalidade no jogo e a menor Força.

As duas raças subseqüentes são caracterizadas na história de Final Fantasy XI e nas expansões.
- Zilart – Uma antiga raça que existiu a 10000 anos antes dos eventos presentes. Suas contínuas tentativas de abrir o Portão dos Deuses são o foco da expansão Rise of The Zilart. Em Chains of Promathia, os Zilarts são mostrados vivos.
- Kuluu – Uma antiga raça que existiu durante o mesmo período que os Zilart e são considerados inferiores a eles. Apenas dois Kuluu sobreviveram ao presente momento; Porém eles são mantidos em sigilo até que a história de Chains of Promathia comece. Os Kuluu não possuem a habilidade de se comunicar diretamente com as almas de outros Zilart, e por isso são considerados inferiores.

### Homens-Fera (Beastmen)
Existem diferentes raças que se opõem às 5 raças originais, coletivamente chamadas Beastmen. Eles são constituídos das seguintes espécies, com a grande maioria sob as ordens do Shadow Lord, seguindo a primeira linha da história do jogo:
- Antica - Homens-Formigas responsáveis pela expulsão dos Galka de seu lar ancestral na ilha Zepwell. Habitam o deserto de Altepa;
- Gigas - Gigantes, habitam a ilha de Qufim e as Northlands;
- Goblins - Pequenos humanóides inteligentes que habitam praticamente todas as áreas de Vana'diel e inclusive alguns residem nas próprias cidades principais. São famosos por sua engenharia;
- Kindred - Beastmen criados pelo Shadowlord. Também conhecidos como "Demônios";
- Lamiae - Raça de mulheres-serpente criadas pelos Alquimistas Imperiais de Aht Urhgan. Habitam as Ilhas Arrapago no continente de Araidjiah;
- Mamool Ja - Homens-Lagarto de características físicas muito variadas. Habitam as Mamool Ja Salvagelands no continente de Araidjiah;
- Moblins - Uma tribo de Goblins sedentários que criaram e residem na mina comunitária de Movalpolos;
- Orcs - Humanóides guerreiros que sempre viveram em conflito com os Elvaans de San d'Oria. Suas fortalezas principais são Ghelsba e Davoi;
- Qiqirn - Amigáveis homens-rato que vivem no Império de Aht Urhgan;
- Quadav - Homens-Tartaruga que vivem na parte sul do continente de Quon. São opositores à Bastok. Suas fortalezas principais são Palborough Mines e Beadeaux;
- Sahagin - Homens-Peixe que habitem as ilhas Elshimo;
- Tonberries - Originalmente eram Kuluu, que ao passar dos anos foram transformados em humanóides verdes e deformados. Habitam as ilhas Elshimo;
- Trolls - Massivos beastmens não tão grandes como os Gigas, porém muito mais perigosos. Habitam o Território de Halvung no continente de Araidjiah;
- Yagudo - Homens-Pássaro que se opõem aos Tarutaru e as Mithra de Windurst. Ao contrário dos Quadavs e dos Orcs, estes possuem um tratado de armistício com Windurst mas conflitos não são incomuns. Possuem uma cultura teocêntrica e extremamente intolerante. Suas fortalezas principais são Giddeus e Castle Oztroja;

## Nações
No início do jogo, os jogadores podem escolher entre a República de Bastok, o Reino de San d’Oria ou a Federação de Windurst. Jogadores que escolherem a “Nação Lar” de sua específica raça recebem um anel específico de sua raça. O objetivo de implementar Juramento Nacional é o de lutar por um país e ajudá-lo a conquistar o maior número de regiões possíveis, evitando guerras declaradas entre as nações, substituindo batalhas por competições. Um status especial conhecido como Signet permite essas conquistas; ele é lançado sobre o jogador por um NPC (Non-Player Character, ou Personagem Não-Jogador) oficial da mesma nação de seu personagem, um guarda ducal em jeuno ou um item conhecido como Vara de Signet (Signet Staff). Enquanto estiver sobre o efeito do Signet, sucessivas vitórias sobre os inimigos de uma determinada região garantirão pontos de Influência Regional para a nação do jogador, e Pontos de Conquista (Conquest Points) para o jogador.
Signet também permitem que inimigos derrotados “dropem” cristais elementais, que podem ser vendidos ou usados para criar novos itens por menor custos de ingredientes. Ao final de cada semana (na meia noite de domingo no Japão), um registro de Conquista é conduzido. A nação com a maior influência controlará a região por toda a semana, e as nações serão rankeadas pelo número de regiões que elas controlam. Se a taxa de jogadores mortos por beastmen estiver muito alta, a região cai sob o controle dos beastmen, evitando que novos cristais caiam dos inimigos mortos até que uma nação recupere o controle. Além disso, existem os Autopostos Regionais (Outposts, uma distinta estrutura de madeira) e guardas (pequenas bandeiras, normalmente usadas perto da entrada das zonas das outras regiões) ficarão desocupados.
As vantagens em se controlar uma região inclui:
- Vendedores regionais NPCs irão vender produtos típicos da nação que o controlar
- Podem fazer a quest (busca) conhecida como Regional Supply (Requerido para ir/vir para uma região)
- O teletransporte será mais barato para aquela região (Se os beastmen controlarem a região, você apenas será teletransportado para aquela região)
- Possibilidade de renovar seu Signet no Outpost ou em qualquer guarda regional
- Possibilidade de ajustar seu Ponto de Nascimento sem pagar nada (quando você morre, você pode escolher entre ressuscitar no Ponto de nascimento ou esperar que algum jogador use Raise no seu personagem)

## Sistema de Classes (Job)
Umas das características mais dinâmicas de Final Fantasy XI é a flexibilidade do sistema de Jobs, adaptado dos Final Fantasy anteriores. Jogadores são capazes de mudar seu Job (Classe) em sua residência de graça e sem nenhuma penalidade, permitindo que o jogador experimente uma variedade de estilos de jogo antes de escolher seu Job principal. Cada Job possui habilidades únicas, onde muitas podem ser ativadas pelo jogador quando quiser obter um determinado efeito, possuindo um efeito de duração, e possuem um tempo de espera antes de ser usado novamente; Traits, que são habilidades passivas e, portanto, estão sempre ativadas; e uma habilidade especial de “duas horas” que oferece uma função extraordinária e demora duas horas para ser reutilizado.
Um jogador pode escolher entre 20 jobs diferentes. Copiando os mesmo seis jobs característicos da série Final Fantasy, os jobs iniciais existentes são White Mage (Mago Branco), Red Mage (Mago Vermelho), Black Mage (Mago Negro), Warrior (Guerreiro), Thief (Ladrão) e Monk (Monge). Quando atingir o level 30 com qualquer uma dessas classes, um jogador pode optar por completar as quests para habilitar os jobs de Paladin (Paladino), Dark Knight (Cavaleiro Negro), Beastmaster (Mestre das Feras), Ranger (Arqueiro), Bard (Bardo) e Summoner (Convocador). Os jobs Samurai, Ninja e Dragoon (Cavaleiro Dragão) foram introduzido na expansão Rise of the Zilart, e também são destravados uma vez atingido o level 30. Na expansão de Final Fantasy XI, Treasures of Aht Urhgan, três novos jobs estão disponíveis para a escolha: Blue Mage (Mago Azul), Corsair (Corsário) e Puppetmaster (Mestre dos Fantoches). A expansão Wings of the Goddess incluiu dois jobs novos:  Dancer(dançarino) e Scholar (erudito).

### Sub-Job
Uma vez atingido o level 18 com qualquer Job, o jogador pode completar a quest do Support Job (Job de suporte, ou sub-job) em Selbina ou Mhaura. Após completar a quest, o jogador será capaz de adicionar um Job de suporte para complementar sua habilidade. Esse Job de suporte pode ser qualquer Job que o jogador possua. Sub-Jobs operam no máximo como a metade do job principal, dando ao jogador as habilidades, magias e bônus de status do suporte Job naquele level, com exceção do especial 2h (Exemplo: Se você possui um personagem Warrior level 20 e White Mage level 20, e puser o WHM como support do WAR, seu personagem ficará como WAR 20/ WHM 10, com as habilidades e magias do WHM no level 10).

### Limite de Level
O level máximo atual de FFXI é 75. Limites de level são impostos no 50, 55, 60, 65, 70, 75, 80 85. Eles são conhecidos como Genkai, Limit, Limit Break ou simplesmente L 1, 2, 3, 4, 5, 6 7 r 8. Por exemplo, um personagem que não fez o Genkai 1 não será capaz de alcançar o level 51 até que o mesmo seja completado.
Uma vez atingido o level 75, o personagem pode continuar a ganhar pontos de experiência por 2 motivos: Ganhar um “buffer” de pontos de experiência (XP) para que, caso o personagem morra, não caia de level (conhecido como delevel), e para obter pontos de mérito (Merit Points) que pode ser negociado para permanentemente aumentar status específicos e obter outros aumentos no sistema de méritos.

### Pontos de Mérito
Ao atingir o level 75, ao jogador é dada a opção de converter qualquer futura experiência em pontos de limite (Limit Points), obtido na mesma taxa que os pontos de experiência. Nas áreas de level restrito (Capped Level), se o jogador estiver com o status Limit Point ligado, ele receberá pontos de limite adicionais, comparados ao que ele ganharia de experiência. Pontos de limite são usados para acumular pontos de mérito, com uma taxa de 10.000 pontos de limite para cada 1 ponto de mérito. Pontos de mérito podem ser usados para modificar um personagem, variando de um bônus de dano crítico corpo-a-corpo até a uma mudança nos sete status básicos. Existem limites para quanto cada status pode ser aumentado através do sistema de méritos, mas permite a um nível de mudança que antes não era permitido até o limite máximo. O jogador pode escolher voltar a ganhar pontos de experiência ao invés de pontos de limite a qualquer hora dentro da mog house. Além disso, atributos aumentados por pontos de mérito podem ser diminuídos na mog house, embora o custo de limite de pontos/mérito não seja reembolsado.
Se um jogador atingir o level 75 e com a experiência no máximo (buffered) (43,999/44,000), ele irá automaticamente mudar de “Normal Exp” para “Merit”, sem precisar ir a mog house.

## História
Embora existam milhares de jogadores, qualquer jogador pode ainda alcançar um senso de heroísmo individual completando missões e quests. Filmes (cutscenes) e conversações com NPCs situa-o como um importante personagem que participa da história do jogo. Desde os primeiros passos como jogador principiante até a importantes missões completadas para certos personagens, o jogador é tratado como se fosse o primeiro a interagir com aqueles personagens da história, dando a impressão que tais eventos são inéditos no jogo.
Outros jogadores não vêem a interação com o NPC, mesmo estando na mesma área que você, portanto os NPCs nunca estarão ocupados falando com múltiplos personagens ao mesmo tempo. Porém, alguns NPCs podem virar-se ao jogador que o solicitou e ficar naquela posição até que outro jogador interaja com ele novamente. Algumas cutscenes incluem outros jogadores, como membros do seu grupo que participam da mesma missão/quest, mas estes apenas aparecem na cena, sem interação.
Quests fornecem alguma interação com a história dos NPCs ou parte da história do jogo, enquanto missões dão uma história mais linear e regular. Missões futuras podem incluir finais dramáticos, e até Últimos Mestres (Final Boss) para serem derrotados, e mesmo assim o jogo continua. Essa é uma diferença significante de outros MMORPGs.
Existem até o momento nove histórias principais. As novas histórias não estão disponíveis em qualquer ordem, sendo gradualmente destravadas. Por exemplo, ambas as missões de Zilart e Dynamis estão travadas até que o jogador alcance o Rank 6 na história de Bastok, San d’Oria ou Windurst. Ranks são adquiridos completando as missões nas três principais cidades.
As linhas das histórias pelas principais nações do jogo são seguidas uma vez escolhida a nação (Só pode completar as missões de San d'Oria quem escolheu esta como sua nação lar, e assim serve para as outras duas nações). Porém, uma vez alcançado o Rank 10 nessa determinada nação, tem-se a opção de mudar de nação, e assim começar do Rank 1 de outra nação e assim descobrir mais fatos da história principal por um ângulo diferente, fazendo com que o jogo se torne ainda mais dinâmico. Essa é mais uma característica única de Final Fantasy XI.
A linha de história de Dynamis também é única, já que você não progride completando missões normais, mas sim conquistando certas áreas de Dynamis. Essas zonas são acessíveis por até 64 pessoas de vez e possui seu próprio conjunto de regras para distribuição de itens e reivindicação de monstros. Também possui duas linhas de história. A primeira que consiste de versões especiais de Windurst Walls, Bastok Mines, Southern San d’Oria, Ru’Lude Gardens (Jeuno), Beaudecine Glacier e Xarcabard. A zona de Beaudecine Glacier é destravada após sucessivas vitórias nas zonas de Windurst, Bastok, San d’Oria e Jeuno, e Xarcabard é destravada após Beaudecine Glacier.
A segunda linha de história de Dynamis (a mais nova das duas) é separada da primeira e somente acessível com a expansão Chains of Promathia e a realização da linha de história de Chains of Promathia até o capítulo 4. Consiste nas zonas de dynamis da Qufin Island, Valkurm Dunes, Buburimu Peninsula, e o Tavnazian Safehold. Dynamis-Tavnazia é destravado após completar as outras 3 zonas. Como via de regra, as novas zonas de Dynamis devem ser completadas por menos pessoas, 36 agora, e 18 para Tavnazia.
A história para as três principais cidades, pelo menos as missões, é relativamente similar, e algumas das missões são as mesmas para todas as facções. As missões rapidamente aumentam em dificuldade, então não seja enganado pela aparente facilidade da primeira.

## Economia do Jogo

### Visão geral
FFXI possui uma economia robusta e complexa, baseada fortemente nas Casas de Leilão (Auction House), situadas nas principais cidades do jogo. A maioria absoluta dos monstros no jogo não dão dinheiro (conhecido como Gil) ao morrer. Apenas os beastmens “dropam” algum Gil, ou dos monstros conhecidos como Monstros Notórios (Notorious Monsters) que podem ser encontrados em várias regiões do jogo (Alguns deles não “dropam” dinheiro, e sim itens raros, e que podem ser vendidos a preços altíssimos nas AH). Vários itens usados nos ofícios podem “dropar” de monstros derrotados. Jogadores que não precisam do item podem vendê-los nas Casas de Leilão. As Casas de leilão também são a primeira forma de se obter armas, pergaminhos mágicos e outros materiais.

### Situação Financeira
Desde o momento de funcionamento de FFXI alguns anos atrás, a economia do jogo expandiu e mais jogadores adquiriram mais Gil e itens. Assim que o tempo passa, haverá ainda mais moeda corrente nos servidores do jogo. Isso leva a uma natural inflação nos preços dos itens, ambos de consumo geral (Comida, poções, etc) até a itens transferíveis (Armas, armaduras, acessório, etc). Ideias sobre a economia total são desconhecidas, mas não seria exagero afirmar que o PIB (Produto Interno Bruto) de alguns servidores alcança a casa de Trilhões de Gils. Isso ocorre porque alguns servidores existem há mais tempo que outros, tornando a paridade de poder de compra do item no Mundo X seja muito maior que no Mundo Y, ou vice-versa.
A grande diferença entre os preços de produtos nos diversos mundos foi motivo de desagrado de alguns jogadores, alguns situados em servidores com altas taxas de inflação. A regra de mercado natural impede que a Square-Enix entre como mediadora. Alguns jogadores culpam os "gilsellers" (jogadores que estão apenas para ganhar dinheiro do jogo, e vendê-los por dinheiro real em sites especializados) pelo problema da inflação, mas não se dão conta que a inflação é uma reação natural, uma vez que mais e mais dinheiro é adicionado a economia do servidor, ou a oferta não suprirá a demanda. Além disso, como não é possível a transferência de gil entre servidores, a inflação continuará subindo, mesmo com o efeito dos gilsellers e das transferências de dinheiro real (RMT, ou real-money transfers). Ainda assim, a explicação dada não satisfará alguns jogadores de Final Fantasy, especialmente aqueles jogadores que acham que o efeito do RMT seja muito maior do que o descrito acima.
Sem um estudo oficial da economia dos variados servidores, seria tolice proclamar uma teoria sobre outra com absoluta certeza. Até que um estudo seja concluído com absoluta clareza, terá ainda muita discussão sobre a situação da economia de FFXI, e sobre como os jogadores são influenciados. Um método simples descreve as razões por trás dos altos preços pela inflação como sendo da natureza humana, seja ele gilseller ou jogador comum – todos demonstram certas dose de ganância ao botar aquele item de 10 mil por 12 mil, porque não existe mais nenhum item daquele tipo a não ser o seu, e assim tirar "um dinheiro a mais".

### Controle de Economia
Ainda que a Square-Enix tenha desenvolvido a economia de FFXI para ser controlado inteiramente pelo jogador, existem alguns métodos de controle econômico que eles poderiam usar. Um controle de inflação simples seria o uso de “gilsinks”. Tendo o jogador gastado seu gil nos serviços, mais comumente os transportes, ou itens providos por NPCs, a moeda corrente é removida do jogo, já que nenhum jogador lucrará com esses gastos. Porém, na questão de compras de itens, a grande maioria dos jogadores comprará itens de NPCs para economizar nos gastos de sintetização de itens e assim produzir itens de altos preços no mercado, agregando valores ao processo. Até que os produtores do jogo viabilizem a compra de itens acabados nas lojas especializadas, como armas e armaduras, nos mercados normais, o problema da inflação continuará acontecendo.

## Conflito
O sistema de combate entre jogadores (Conhecido como Player vs Player, ou PvP) de Final Fantasy XI é único, onde os jogadores não perdem pontos de experiência. Possui dois tipos de combates PvP: Ballista e o Brenner. São diferentes entre si, mas possuem muitas similaridades.

### Ballista
O objetivo da Ballista é fazer o maior número de pontos jogando as pedras (conhecidas como “Petras”) dentro de um “Rook” (Espécie de torre que muda de posição em um determinado tempo). Os participantes podem achar as “petras” usando o comando “Quarry”, que só está disponível na Ballista. Uma vez achada a “petra”, o jogador só pode atirá-la no “rook” se obtiver o status de “Portão Rompido” (Gate Breach). O status de Gate Breach pode ser obtido matando um jogador do time adversário, ou estar ao redor quando um membro do time adversário morrer.
Após adquirir o status de Gate Breach, o participante terá 3 minutos para jogar uma petra no rook. Um máximo de cinco petras podem ser atiradas no rook por cada período de Gate Breach. Pontos também podem ser adquiridos matando os jogadores adversários.

### Brenner
Brenner, uma nova forma de conflito que começou no dia 20 de fevereiro de 2006, é um jogo similar ao famoso Capture a Bandeira (Capture the Flag). O objetivo é roubar a flâmula do time adversário, e colocá-la na base (chamada de Flammen-Brenner) do seu time. Dependendo das regras ajustadas pelo jogador (Os jogadores podem ajustar as regras por uma pequena quantia em gils), cada time pode ter 2, 4 ou 8 bases para botar as flâmulas.
Cada Flammen-Brenner possui uma certa quantidade de HP, e quando este chega ao zero, a pessoa que deu o último golpe será o possuidor da flâmula. O jogador que recebe a flâmula tem que correr para uma Flammen-Brenner vazia do lado do seu time, e botar a flâmula. Se um time possuir todas as flâmulas, começará uma contagem regressiva de 3 minutos para a vitória do time possuidor.
Em volta de cada Flammen-Brenner está um NPC combatente conhecido como “Posten”. Eles usarão poderosas magias, de acordo com o level cap da partida, e não constituem importante lugar nas batalhas, apenas atacando inimigos e protegendo as Flammen-Brenner, podendo ser nocauteados por um certo tempo.

## Controvérsia do Jogo
Assim como muitos MMORPGs, Final Fantasy XI não está livre de controvérsias. O balanço das habilidades entre os Jobs é geralmente criticado por certos jogadores, já que certos Jobs parecem ser mais populares e eficientes para grupos de experiência. Square-Enix sempre revisa os comentários e, geralmente, altera os Jobs numa tentativa de reduzir os desequilíbrios. Outras questões envolvem problemas comuns de MMORPGs: O câmbio de dinheiro real por dinheiro de jogo, conhecido como RMT. Normalmente, eles lideram o rank de reclamações.
- Sistema de Jobs – Um dos problemas mais controversos de Final Fantasy XI é relacionado ao sistema de seleção de Jobs, popularidade dos Jobs e o poder. Como tem apenas seis espaços disponíveis para formar uma party, existem pré-grupos formados de acordo com as já conhecidas habilidades de cada job. Por exemplo, PLD e NIN são normalmente os Jobs conhecidos como “tanks”, enquanto que MNK e RNG são conhecidos por infligir grandes danos. Como tem 20 Jobs de diferentes graus de efetividade, certos Jobs parecem ser favoritos do que outros para compor um grupo.

A habilidade de selecionar qualquer Job como Sub-job para complementar o Job principal do personagem possui tantas falhas do que críticas. Enquanto alguns Jobs parecem extremamente úteis com suas magias e habilidades via sub-job, outros parecem inúteis nessa agregação de valores, alguns até nunca utilizados como sub-job.
- Sistema em Grupo – O sistema de batalha em grupo é relativamente simples, mas no início muitas pessoas podem se confundir. Como já foi dito acima, cada Job possui uma característica distinta dos outros, tornando-o único na sua utilidade. O sistema funciona assim:
  - Um grupo pode ter até seis pessoas; Pode-se jogar com menos, mas é preferível seis, uma vez que, estando em grupo, a experiência é dada fixamente, e não dividida como em muitos MMORPGs;

- - Esse grupo deve ser composto com Jobs úteis para cada situação. O grupo deve ter, no mínimo: Um tank, inicialmente o WAR, mas depois descartado e substituído por PLD e NIN, que é aquele que deve literalmente “tomar” dano do inimigo, usando de subterfúgios como a habilidade Provoke e Magias para fazer com que o inimigo sempre o vise, e não os outros membros do grupo. Ainda há a possibilidade de se usar itens que geram raiva, popularmente conhecido como aggro, fazendo assim com que o inimigo o vise por mais tempo;

- - 2-3 Supporters, ou ajudantes, que na verdade constituem vital papel num grupo. Eles são os WHM, BRD, RDM, COR que utilizam buffers, ou magias de melhorias de status, e magias de cura para garantir a segurança do grupo;

- - 2-3 Damage Dealers, ou Danificadores, que são todos os outros jobs não citados. São responsáveis por literalmente matar o inimigo, infligindo o maior dano possível para acabar com o inimigo. São os que realmente importam numa luta, uma vez que, sem eles para derrotar o inimigo, a luta pode demorar muito mais que o previsto, resultando assim numa provável derrota. Os mais conhecidos são os BLM, RNG, SAM e DRK.

- - Os Beastmasters são um job a parte, já que foi feito para ser jogado em formato solo, capturando monstros e ganhando experiência fazendo-os lutarem entre si. Praticamente não fazem grupos, uma vez que não possui habilidades para jogar em grupo.

- - Há ainda mecanismos complexos de interação em grupo, como Skill Chains, que é uma forma de combinar as várias weaponskills (Explicados logo abaixo) dos Jobs, criando assim uma possibilidade de dano extra, e, caso o grupo esteja muito bem entrosado, até o Magic Burst, que é um dano extra mágico, pode ser concluído ao final da Skill Chain, resultando em incríveis danos ao inimigo. Algumas Skill Chains – Magic Burst podem chegar a diminuir o HP do inimigo até a metade, algumas raras vezes até a poucos porcento da vida do inimigo, numa SC-MB só. Por isso o entrosamento com o grupo é extremamente importante.

Em resposta a alguns desses problemas e desequilíbrios, Square-Enix vêm mudando a natureza e as habilidades de certos Jobs ao longo dos anos através de Updates. Enquanto algumas mudanças foram feitas para beneficiar alguns Jobs, outras foram feitas para “Nerfar” (Uma espécie de verbalização em inglês do verbo "garfar", ou seja, enfraquecer) os Jobs que antes possuíam força exagerada. Alguns exemplos incluem:
- - Redução do TP (Tactical Points, pontos adquiridos a cada golpe infligido ou recebido do inimigo, medidos em porcentagem. Quando esse valor chega a 100%, um golpe especial conhecido como weaponskill, de acordo com a arma que o jogador possui, pode ser lançado. Esse valor pode chegar a 300%, variando assim a força ou a exatidão do golpe) ganho por executar certos Golpes Especiais, diminuindo assim a popularidade de certos Jobs como Monk e Dragoon.

- - Mudanças na dinâmica dos golpes de longa distância (Ranged Attacks, usados normalmente por Ninjas, Thiefs e que constituem a base do Ranger), agora havendo mudança no dano do tiro à distância, de acordo com a distância que o jogador se encontra do inimigo. Isso fez com que o Ranger, antes o preferido para infligir danos físicos, se tornasse muito menos efetivo do que era, mas ainda assim infligindo extraordinários golpes.

- - Um patch (ou pacote de mudanças) lançado em Dezembro de 2005 para combater o problema de MPK (Ou monster player killing) está sendo acusado de reduzir a habilidade do Beastmaster de ganhar experiência por si só.

## Música
Os temas musicais foram feitos pelos membros da Square-Enix Nobuo Uematsu, Naoshi Mizuta e Kumi Tanioka. As músicas das expansões foram feitas somente por Mizuta, depois que Tanioka saiu para seguir com outros projetos e Uematsu saiu da Square-Enix. Um vocal, chamado “Distant Worlds”, cantado por Izumi Mazuda, produzido por Uematsu e arranjos de Mizuta, foi lançado no pacote de Julho de 2005.

## Premiações e indicados
| Ano  | Premiação                                      | Categoria               | Status   |
| ---- | ---------------------------------------------- | ----------------------- | -------- |
| 2003 | GameSpy Awards                                 | Jogo de MMORPG do Ano   | Venceu   |
| 2003 | Spike Video Game Awards                        | Melhor jogo de fantasia | Indicado |
| 2003 | Spike Video Game Awards                        | Melhor Jogo Online      | Venceu   |
| 2003 | CESA Game Awards                               | Jogo do ano             | Venceu   |
| 2003 | National Academy of Video Game Trade Reviewers | Jogo, RPG de Franquia   | Venceu   |
| 2004 | IGN                                            | Jogo do mês             | Venceu   |
| 2004 | Spike Video Game Awards                        | Melhor Jogo de MMO      | Indicado |
| 2004 | Golden Satellite Awards                        | Direção de Arte Notável | Indicado |

## Façanhas
Assim como em muitos jogos de computador e videogame, alguns jogadores procuram melhores alternativas de se jogar. Final Fantasy XI também possui algumas dessas façanhas:
- Programas em terceira pessoa que foram desenvolvidos por jogadores que rodam simultaneamente com Final Fantasy XI e alteram diferentes aspectos do jogo em sua vantagem. Bots, que são entidades controladas por computador, foram desenvolvidos para completar tarefas dentro do jogo sem a presença humana (Algumas vezes conhecidas como AFK gaming, ou jogo não-presencial (AFK significa away from keyboard)). Square-Enix lançou updates no jogo para combater esse problema, mas ainda assim alguns ainda operam no jogo.
- Monster Player Kill (MPK) é um método onde um jogador “chama” um monstro agressivo para atacar outro jogador. MPK era usado com uma certa freqüência, porém um patch lançado em dezembro de 2005 aumentou a dificuldade em um jogador consiga fazer MPK.
- Scamming é crime virtual que ocorre no jogo quando jogadores enganam ou roubam itens e dinheiro dos outros jogadores. Cassinos operados por jogadores também constitui uma modalidade de scamming.